# Jabučje (miasto Kragujevac)
Jabučje (cyr. Јабучје) – wieś w Serbii, w okręgu szumadijskim, w mieście Kragujevac. W 2011 roku liczyła 165 mieszkańców.